# Cantone di Coulounieix-Chamiers
Il Cantone di Coulounieix-Chamiers è una divisione amministrativa dell'arrondissement di Périgueux.
È stato costituito a seguito della riforma approvata con decreto del 21 febbraio 2014, che ha avuto attuazione dopo le elezioni dipartimentali del 2015.

## Composizione
Comprende i seguenti 4 comuni:
- Chancelade
- Coulounieix-Chamiers
- Marsac-sur-l'Isle
- Razac-sur-l'Isle